# Psoesennes II
Psoesennes II was laatste farao van de 21e dynastie. Zijn naam betekent: "De ster die verschijnt in de stad, Geliefd door Amon". Zijn tweede naam betekent: "Afbeelding van de transformatie van Re, gekozen door Re".

## Biografie
Er is minder bekend over deze farao dan over zijn directe voorgangers, vanwege het geringe aantal historische bronnen. Dit verklaard worden als Psoesennes II en Psoesennes III een en dezelfde farao of hogepriester waren. Hij wordt genoemd door Manetho met 14 of 35 jaren van regering. Rolf Krauss heeft een theorie dat de regeringsperiode voor Psoesennes II 24 jaar langer is dan wordt gegeven door Manetho. Dit is gebaseerd op persoonlijke informatie van een bron uit de tijd van Sjosjenq I, de Dakhla-stele, die een referentie bevat naar een landregister uit de tijd van farao Psoesennes.

### Het graf
Het bestaan van deze farao werd bevestigd door de ontdekking in 1940 van zijn mummie in het grafcomplex in Tanis, waar ook de graven van andere farao's werden ontdekt en dat van de mysterieuze generaal Wendjebauendjed. Het betrof hier de eerste ongeschonden vondst van een koningsgraf uit de geschiedenis van de Egyptologie. De mummie was verpakt in een sarcofaag van het toen kostbare zilver en er werd ook een gouden dodenmasker aangetroffen. Er zijn een aantal teksten die bevestigen, dat Psoesennes II daadwerkelijk heeft geregeerd. In de annalen van de priesters van Amon te Karnak komen Psoesennes II en III veelvuldig voor, er zijn inmiddels een groot aantal objecten die Psoesennes en zijn opvolger Sjosjenq I noemen.